# Фельдмаршали Швеції

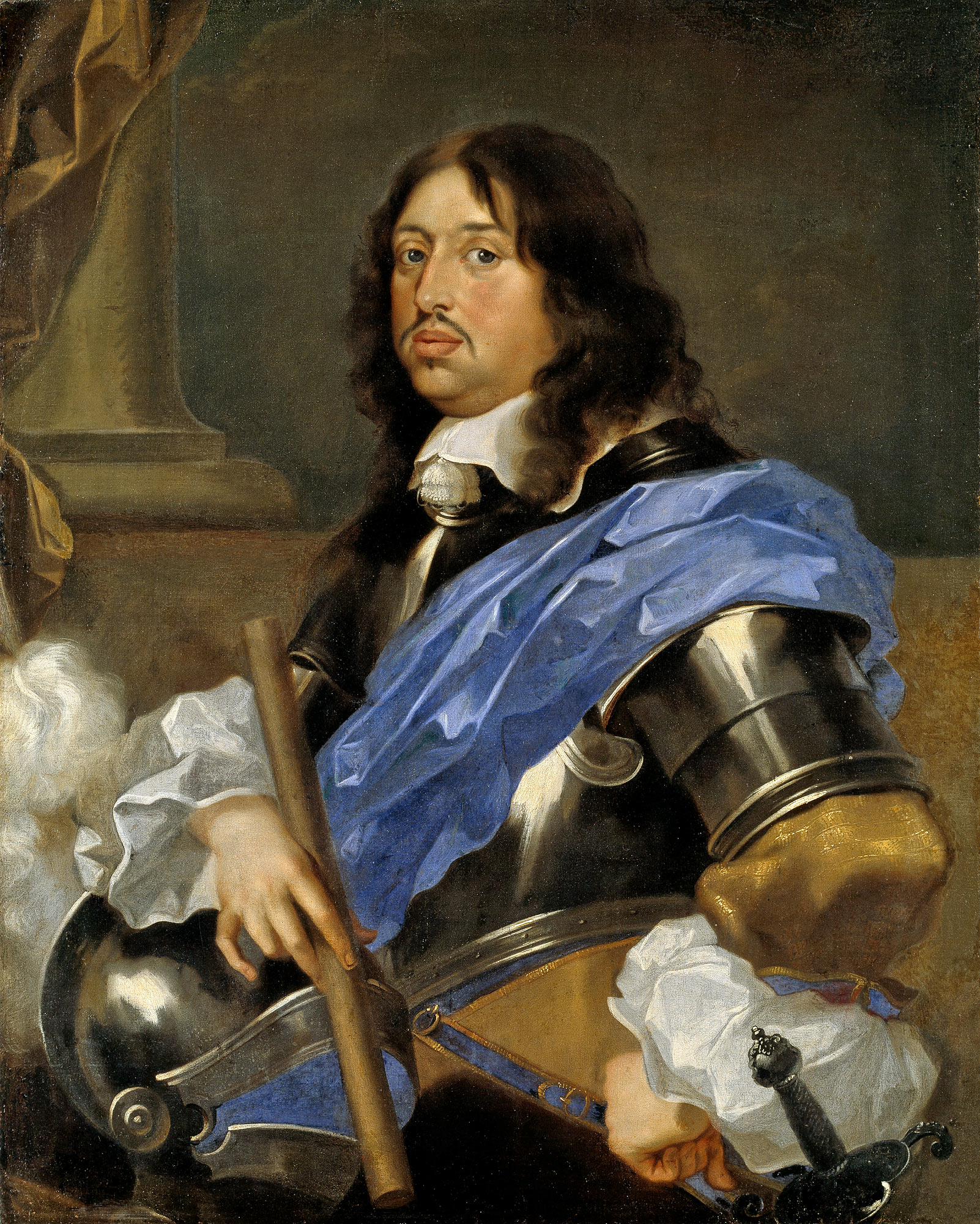
Король Швеції Карл X Густав із жезлом фельдмаршала в руці. Той факт, що король зображений тут у обладунках і з фельдмаршальський жезлом, а не в королівській мантії, говорить про значущість саме військових заслуг монарха

Фельдмаршал (швед. fältmarskalk) — найвище військове звання в історії Швеції.

## Опис
- З 1561 р. і до 1824 р. звання фельдмаршала було присвоєно 77 воєначальникам. Юридично зберігалося в системі військових звань шведської армії до реформи 1972 року.
- Звання фельдмаршала прийшло до Швеції з Німеччини в другій половині XVI століття. Спочатку воно не було вищим військовим чином і давалося лише під час якихось військових компаній.
- У правління короля Густава II Адольфа положення фельдмаршала змінилося. Так фельдмаршал Крістер Соме в 1611 р. був головнокомандувачем у Смоланді, Еспер Маттсон Крус був другою людиною після герцога Юхана III під час відсутності короля в країні, а Еверт Горн і Карл Карлссон Гюлленхельм були найближчими людьми Якоба Делагарді під час «Смути» в Росії.
- У 1621 під час походу на Ригу до звання фельдмаршала піднесений був Герман Врангель, який продовжував зберігати це звання і після його скасування.
- Під час Тридцятирічної війни система військових звань у Швеції набула чіткішої структури, і звання фельдмаршала стали носити командувачі армій, які самостійно вели військові операції. Фельмаршали все ще підпорядковувалися риксмаршалові, а також генералісимусу і навіть «власному генерал-лейтенантові» короля, коли було таке звання. Але тим не менше, фельдмаршали вже зараховувалися до вищого військового чину.
- Після Ю. А. Сандельса, піднесеного в звання фельдмаршала у 1824 р., це звання в останній історичний час ніхто не отримував у Швеції.

## Список
| Ім'я                                             | Роки життя                      | Фельдмаршал з     | Примітки       |
| ------------------------------------------------ | ------------------------------- | ----------------- | -------------- |
| Клас Крістерссон Горн                            | 1517-1566                       | 1561              |                |
| Карл Генрікссон Горн                             | 1550-1601                       | 1580              |                |
| Понтус Делагарді                                 | 1520-1585                       | 1582              |                |
| Отто Уекскюлль (Отто Ікскуль)                    | ?-1601                          | 1591              |                |
| Крістер Сомме                                    | 1580-1618                       | 1608              |                |
| Еверт Горн                                       | 1585-1615                       | 23 липня 1613     |                |
| Якоб Понтуссон Делагарді                         | 1583-1652                       | 1615              |                |
| Єспер Маттсон Круус                              | 1577-1622                       | 22 червня 1615    |                |
| Карл Карлссон Гюлленхельм                        | 1574-1650                       | 18 червня 1616    |                |
| Герман Врангель                                  | 1584-1643                       | 1621              |                |
| Аке Хенрікссон Тотт                              | 1598-1640                       | 1631              |                |
| Додо фон Кніпхаузен                              | 1583-1636                       | 1633              |                |
| Юхан Банер                                       | 1596-1641                       | 1634              |                |
| Александр Леслі                                  | 1580-1661                       | 1636              |                |
| Леннарт Торстенсон                               | 1603-1651                       | 1641              |                |
| Густав Карлссон Горн аф Бйорнеборг               | 1592-1657                       | 1644              |                |
| Карл-Густав Врангель                             | 1613-1676                       | 1646              |                |
| Ларс Кагг                                        | 1595-1661                       | 1648              |                |
| Ханс Крістоф фон Кьонігсмарк                     | 1600-1663                       | 14 квітня 1655    |                |
| Густав Адольф Левенгаупт                         | 1619-1656                       | 14 квітня 1655    |                |
| Арвід Віттенберг                                 | 1606-1657                       | 1655              |                |
| Густав Отто Стенбок                              | 1614-1685                       | 1656              |                |
| Аксель Лілліє                                    | 1603-1662                       | 20 лютого 1657    |                |
| Роберт Дуглас                                    | 1611-1662                       | 13 травня 1657    |                |
| Густав Евертссон Горн                            | 1614-1666                       | 1663              |                |
| Густав Перссон Банер                             | 1618-1689                       | 13 березня 1663   |                |
| Лоренс фон дер Лінде                             | 1610-1670                       | 26 липня 1665     |                |
| Клас Акессон Тотт-молодший                       | 1630-1674                       | 1665              |                |
| Хенрік Горн аф Марієнборг                        | 1618-1693                       | 27 липня 1665     |                |
| Карл Моріц Левенгаупт                            | 15 травня 1620-12 грудня 1666   | 1665              |                |
| Крістоф Делфікус цу Дона                         | 1628-21 травня 1668             | 20 жовтня 1666    |                |
| Симон Грундель-Хельмфельт                        | 1617-14 липня 1677              | 26 серпня 1668    |                |
| Крістер Классон Горн                             | 1622-1692                       | 18 грудня 1672    |                |
| Конрад Мардефельд                                | 1610-1688                       | 18 травня 1675    |                |
| Фабіан фон Ферзен                                | 7 лютого 1626-30 липня 1677     | 6 жовтня 1675     |                |
| Аксель Юліус Делаґарді                           | 1637-17 травня 1710             | 1674              |                |
| Отто Вільгельм фон Кьонігсмарк                   | 5 січня 1639-15 вересня 1688    | 13 жовтня 1675    |                |
| Бенгт Горн                                       | 10 листопада 1623-7 лютого 1678 | 3 серпня 1677     |                |
| Рутгер фон Ашеберг                               | 2 червня 1621-17 квітня 1693    | 10 листопада 1678 |                |
| Нільс Бельке                                     | 7 лютого 1644-26 листопада 1716 | 1690              |                |
| Горан Сперлінг                                   | 6 грудня 1630-22 грудня 1691    | 1690              |                |
| Якоб Йохан Хастфер                               | 1647-1695                       | 1 червня 1690     |                |
| Ерік Дальберг                                    | 10 жовтня 1625-16 січня 1703    | 1693              |                |
| Аксель Вахтмейстер                               | 13 січня 1643-24 липня 1699     | 1696              |                |
| Отто Вільгельм фон Ферзен                        | 1623-23 квітня 1703             | 1693              |                |
| Юрген Меллін                                     | 2 листопада 1633-13 січня 1713  | 1696              |                |
| Карл Ґустав Реншильд                             | 6 серпня 1651-29 січня 1722     | 27 грудня 1705    |                |
| Нільс Карлссон Гілленштерна                      | 1648-30 березня 1720            | 30 листопада 1709 |                |
| Магнус Стенбок                                   | 12 травня 1665-23 лютого 1717   | 1712              |                |
| Карл Мьорнер аф Морланда                         | 1658-27 жовтня 1721             | 1 січня 1717      |                |
| Карл Густав Дюкер                                | 1663-3 липня 1732               | 1719              |                |
| Ерік Спарре аф Сандбю                            | 15 липня 1665-14 серпня 1726    | 1719              |                |
| Густав Адам Таубе                                | 1673-14 грудня 1732             | 19 червня 1719    |                |
| Карл Густав Йорнестедт                           | 1669-1742                       | 17 червня 1719    |                |
| Аксель Спаре                                     | 9 січня 1652-31 травня 1728     | 1721              |                |
| Берндт Отто Штакельберг-старший                  | 14 травня 1662-29 серпня 1734   | 1727              |                |
| Горан Сільфверхельм                              | 1681-7 січня 1737               | 1734              |                |
| Гуґо Юган Гамільтон                              | 1668-1748                       | 16 грудня 1734    |                |
| Юхан Крістоффер фон Дюрінг                       | 22 липня 1695-5 січня 1759      | 16 квітня 1751    |                |
| Матіас Александер фон Унгерн-Штернберг           | 3 березня 1689-13 січня 1763    | 1753              |                |
| Карл Генрік Врангель                             | 28 січня 1681-23 березня 1755   | 1754              |                |
| Георг Богіслав Шталь фон Гольштейн               | 6 грудня 1685-6 грудня 1763     | 1757              | почесне звання |
| Готтард Вільгельм Маркс фон Вюртемберг           | 1688-1778                       | 1 березня 1763    | почесне звання |
| Густав Давід Гамільтон                           | 1699-1788                       | 18 грудня 1765    |                |
| Фредрік Аксель фон Ферзен-старший                | 5 квітня 1719-24 квітня 1794    | 1770              | почесне звання |
| Августін Еренсверд                               | 25 вересня 1710-4 жовтня 1772   | 14 вересня 1772   |                |
| Фредрік Вільгельм фон Гессенштайн                | 17 березня 1735-27 липня 1808   | 1773              | почесне звання |
| Семюель Густав Штірнельд                         | 1700-1775                       | 1773              | почесне звання |
| Габріель Спенс                                   | 1712-1781                       | 1776              | почесне звання |
| Берндт Отто Штакельберг                          | 1703-1787                       | 1786              |                |
| Петер Шеффер                                     | 1718-1790                       | 1780              | почесне звання |
| Йохан Август Мейєрфельдт                         | 4 травня 1725-21 квітня 1800    | 21 серпня 1790    |                |
| Філіпп фон Платен                                | 14 березня 1732-23 квітня 1805  | 16 листопада 1799 |                |
| Юхан Толль                                       | 1 лютого 1743-21 травня 1817    | 1807              |                |
| Моріц Клінгспор                                  | 7 грудня 1744-15 травня 1814    | 1808              | почесне звання |
| Богіслаус Людвіг Крістофер фон Курт фон Стедінгк | 26 жовтня 1746-7 січня 1837     | 1811              |                |
| Ханс Хенрік фон Ессен                            | 26 вересня 1755-28 червня 1824  | 12 березня 1811   |                |
| Карл Карлссон Мьорнер аф Туна                    | 1755-1821                       | 30 липня 1816     |                |
| Фабіан Вреде                                     | 1760-1824                       | 1816              |                |
| Юхан Август Сандельс                             | 31 серпня 1764-22 січня 1831    | 2 листопада 1824  |                |